# Rhagidia ruseki
Rhagidia ruseki är en spindeldjursart som beskrevs av Zacharda 1980. Rhagidia ruseki ingår i släktet Rhagidia, och familjen Rhagidiidae. Arten är reproducerande i Sverige.